# SIC (revue)
Pour les articles homonymes, voir Sic (homonymie).
Pour les articles ayant des titres homophones, voir Sick et Sikh.
Vous lisez un « article de qualité » labellisé en 2025.
SIC, sous-titrée Sons Idées Couleurs, Formes, est une revue d'avant-garde parisienne, publiée de janvier 1916 à décembre 1919, sous la direction du poète Pierre Albert-Birot. D'abord entièrement rédigée sans nom d'auteur par celui-ci avec l'aide de sa femme, la compositrice Germaine Albert-Birot, la revue bénéficie dès le deuxième numéro de l'impulsion du peintre futuriste Gino Severini puis du patronage de Guillaume Apollinaire. Ouverte grâce à lui aux milieux de l'avant-garde, elle compte ensuite pour collaborateurs réguliers Joan Pérez-Jorba, Pierre Reverdy et Louis Aragon, et découvre de jeunes talents comme Philippe Soupault et Raymond Radiguet.
Née pendant la Grande Guerre, qui a interrompu la publication de plusieurs périodiques artistiques, la revue est d'abord vaguement nationaliste et vitaliste, avant de se vouloir le lieu d'une synthèse de tous les arts modernistes, et d'aspirer à un dépassement des frontières. Elle entre ainsi en réseau avec d'autres revues d'avant-garde européennes, en particulier Nord-Sud, Dada et 391. Ouverte à toutes les avant-gardes de son temps, comme le futurisme, le cubisme et Dada, la revue connaît son apogée en 1917, année où elle organise la création des Mamelles de Tirésias d'Apollinaire. Après quatre ans d'activité, sa fin est précipitée pour des raisons économiques et par la rupture du climat de front commun des avant-gardes, à partir du moment où les dadaïstes et les futurs surréalistes affirment leur indépendance. Au terme de sa publication, elle compte cinquante-quatre numéros répartis en quarante-et-une livraisons.
Accueillant œuvres originales et textes critiques, la revue se démarque par son souci de la forme, de la typographie, et conçoit souvent ses pages comme des affiches. Elle a également tenté de diversifier son activité à travers l'édition de livres.

## Titre
« Il fallait d'abord trouver un titre qui fût mieux qu'un millésime. »

— Pierre Albert-Birot
Pierre Albert-Birot a hésité entre plusieurs idées de titre : La Barbe !, La Page ennuyeuse, Le Champ, La Page musicale, et L'Opinion d'un pékin (qui deviendra le titre d'une rubrique). Il opte finalement pour « SIC ».
Une estampe figurant un « SIC » entouré de deux « F » symétriques, gravée par Albert-Birot, orne chacune des couvertures de la revue, et précède le sous-titre : « Sons Idées Couleurs, Formes ». Pour la biographe d'Albert-Birot Marie-Louise Lentengre, ce titre a un sens double, selon qu'on le lise ou non comme un acronyme. Le sic latin signifie d'abord la « volonté de s'opposer constructivement à la guerre négatrice des valeurs humaines » et plus généralement, la volonté du poète « de s'affirmer lui-même par un acquiescement intégral au monde ». Quant au sous-titre, il n'est dans un premier temps qu'une énumération par métonymies des différentes activités artistiques de Pierre et Germaine Albert-Birot — « Sons » pour la musique de Germaine, « Idées » pour la poésie, « Couleurs » pour la peinture, et « Formes » pour la sculpture de Pierre — avant de devenir l'art poétique d'une « synthèse des arts modernistes ».
Pour Georges Sebbag, il ne faut pas réduire SIC à son sous-titre. Selon lui, « Sons » peut certes référer à la musique de Germaine Albert-Birot et à la poésie sonore de Pierre, mais les autres termes de l'énumération semblent moins bien remplir leur fonction. Dans son analyse a posteriori, il rapproche le SIC entouré de deux F du « (sic) » entre parenthèses qu'on ajoute dans un texte après une expression dont on veut, malgré sa bizarrerie, garantir l'exactitude. « Sous cette acception », ajoute-t-il, « le titre SIC peut être rapproché d'une revue fameuse des années soixante et soixante-dix dont l'étiquette recèle un message identique. La revue Tel Quel […] qui a eu tellement à cœur d'authentifier d'innombrables citations, thèses et auteurs, méritait légitiment de s'appeler SIC ».

## Histoire

### Contexte

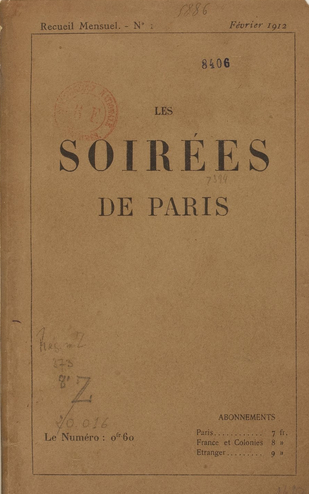
Pour P. Suter, la disparition des Soirées de Paris a laissé une place dont a profité SIC avec d'autres revues.

Le début de la Grande Guerre entraîne la disparition de nombreux périodiques, comme Les Soirées de Paris, alors relais de l'avant-garde, ou bien La Nouvelle Revue française qui cesse de paraître après l'été 1914. Les revues qui demeurent, quant à elles, sont souvent d'inspiration nationaliste. L'activité artistique reste pourtant en pleine ébullition. Par conséquent, se dégage un espace libre pour la création de nouvelles revues, même si celles-ci doivent composer avec la pénurie de papier, et des moyens limités.
Dans un climat d'hostilité au cosmopolitisme, et dans un contexte où les artistes ne peuvent circuler comme en temps de paix, les revues qui se créent à partir de 1916 manifestent leur aspiration à un dépassement des frontières : SIC sera la première à ouvrir cette voie, suivie de Dada en 1917 et Nord-Sud en 1918. Un an après la création de SIC, l'Europe entière connaît une floraison de petites revues d'avant-garde, qui entrent en réseau.

### Genèse

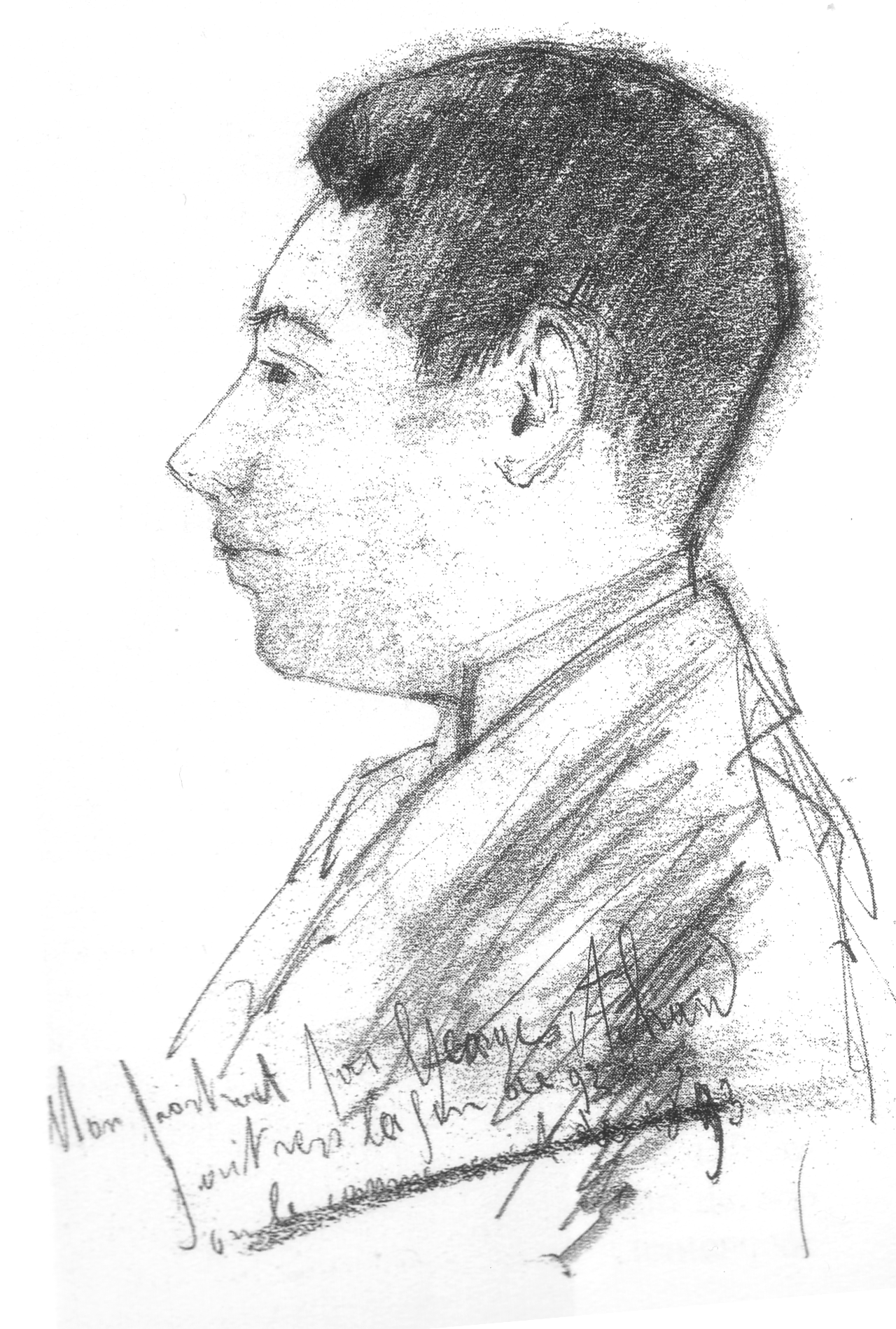
Pierre Albert-Birot, ici croqué par Jean-Georges Achard, est le fondateur et directeur de la revue.

Le fondateur de la revue, le peintre et sculpteur Albert Birot, a mûri des projets de revue artistique plusieurs années avant la création de SIC. Dès 1904, il envisage de fonder un mensuel littéraire, en collaboration avec l'écrivain Maurice Gignoux dit Saint-Chamarand. Les deux hommes n'arrivent pas à s'entendre et Saint-Chamarand fonde seul La Poétique, revue de poésie universelle en juillet 1905.
En 1909, Albert Birot réalise deux maquettes de couverture pour un projet de revue consacrée à la philosophie, aux beaux arts, à la poésie et au roman. L'année suivante, il fait brièvement partie du comité de rédaction de la revue Scœnia.
Ses projets se multiplient quand la guerre éclate. Réformé pour cause d'insuffisance respiratoire, privé de son emploi chez un antiquaire, désœuvré et insatisfait de lui-même, il cherche un moyen de s'accomplir. Il projette de lancer une revue d'art. « Pendant ces derniers mois de l'année 1914 », dira-t-il, « je me suis dit je veux fonder une revue ; […] j'ai fait des couvertures, et des titres, et des choses toute cette année comme ça, en bafouillant là-dedans sans arriver à un résultat. Il n'y a qu'en 1915 que je me suis trouvé ». C'est à ce moment que le poète prend définitivement son nom de plume Pierre Albert-Birot, en accolant son prénom à son nom de famille.
Il imagine 1915, une revue d'art de luxe, traditionnelle et nationaliste. Le projet va profondément se métamorphoser, au fur et à mesure qu'Albert-Birot se renseigne sur les conditions de fabrication d'un tel projet, et qu'il se convertit au modernisme.

### Première année (1916)
SIC est créée en janvier 1916. À ce moment Pierre Albert-Birot a quarante ans. Pourtant, à plusieurs reprises, il a présenté cette création comme une « seconde naissance ».
Il rédige intégralement le premier numéro sans le signer. S'y ébauche un refus du passéisme et du principe d'imitation. « L'Art commence où finit l'imitation », y lit-on, à côté de proclamations vaguement nationalistes, comme « Notre volonté : Agir. Prendre des initiatives, ne pas attendre qu'elle nous vienne d'outre-Rhin ». Mais la publication reste floue dans son contenu, et montre que son auteur n'avait alors « aucun contact avec l'univers moderniste ». Elle peut se voir comme la main tendue d'un artiste isolé à des milieux avant-gardistes desquels il est à la fois totalement inconnu et ignorant. Lorsqu'Albert-Birot y moque Claudel en le qualifiant de « beau poète d'avant-hier », et déclare « je voudrais bien faire la connaissance d'un poète d'aujourd'hui », cette dernière affirmation peut être prise à la lettre, comme un « vibrant appel à autrui ».

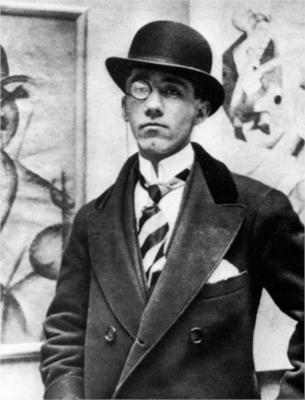
Le peintre futuriste Gino Severini fait sortir Pierre Albert-Birot de son isolement et lui permet de rencontrer Apollinaire et les milieux d'avant-garde.

Celui qui répond le premier à cet appel est le peintre futuriste Gino Severini, que le couple Albert-Birot rencontre aux alentours du 15 janvier 1916. Les deux artistes deviennent « très amis » et sous l'impulsion de Severini, SIC rejoint définitivement l'avant-garde, comme l'explique avec humour Albert-Birot : 

« Severini avait déjà derrière lui pas mal d'années de combat et de recherches d'art ultra moderne puisqu'il avait été longtemps aux côtés de Marinetti, le créateur du futurisme ; naturellement pour lui le premier numéro de ma revue était bien timide, néanmoins après conversation avec moi il pressentit que j'étais prêt à devenir un vrai combattant pour le bon motif. »

Le deuxième numéro, publié en février, est consacré à la découverte du futurisme. Severini offre à SIC une reproduction de son Train arrivant à Paris,. Et l'exposition du peintre Première exposition d'Art plastique de la Guerre et d'autres œuvres antérieures, tenue à la galerie Boutet de Monvel, du 15 janvier au 1er février 1916, est chroniquée par Albert-Birot qui écrit : « Le tableau jusqu’alors fraction de l’étendue devient avec le futurisme fraction du temps. » Le directeur de la revue se permet néanmoins de critiquer le travail de Severini en l'encourageant à poursuivre plus loin ses recherches. Severini répond à la publication de cet article par un poème-dessin qui suit les conseils de Pierre Albert-Birot. Ce poème est publié dans le numéro 4,.
Dans le no 3, influencé par le futurisme, Albert-Birot publie ce qu'il considère comme son premier poème « d'esprit nouveau », où il utilise la technique des mots collés,.

« À mon ami Albert-Birot, Guillaume Apollinaire, vue de ma fenêtre à l'hôpital du quai d'Orsay » ― Dessin d'Apollinaire réalisé pendant un entretien avec le directeur de la revue, publié dans la livraison des nos 8-9-10.

Grâce à Severini, Albert-Birot entre en contact avec Apollinaire, alors au front. Dès février 1916, Albert-Birot a lu le poème d'Apollinaire « Rameau central de combat… » dans le no 8 de L'Élan, et loue dans SIC no 3 un poème qui évoque la guerre sans rien emprunter aux « pauvres mirlitonneries issues de la guerre de 70 » et à l'« art patriotard ». Depuis le Bois des Buttes, dans l'Aisne, Apollinaire écrit à Albert-Birot le 13 février 1916. Il le remercie pour l'envoi d'un exemplaire de SIC et lui adresse, la veille de sa blessure au combat, son poème « l'Avenir », publié dans SIC no 4,. Les deux hommes se rencontrent pour la première fois en mars ou en avril, probablement quelques jours après le transfert d'Apollinaire à l'hôpital italien du quai d'Orsay, et sympathisent immédiatement. Dans le même hôpital, au mois de juillet, Apollinaire accorde à SIC un entretien sur les « tendances nouvelles », publié dans la livraison des no 8, 9, 10.
La revue bénéficie désormais du « patronage » d'Apollinaire, selon le mot de Philippe Soupault. Autrement dit, elle peut tirer parti de son influence, de ses nombreux contacts à travers les milieux artistiques et littéraires, ainsi que des idées qu'il fait circuler. Le couple Albert-Birot avait invité dès janvier « tous les amis de SIC » à venir les rencontrer chez eux rue de la Tombe-Issoire chaque samedi soir. Dès sa sortie d'hôpital, Apollinaire vient et amène ses amis : André Salmon, Reverdy, Serge Férat, Roch Grey, Max Jacob, Modigliani, Cendrars. Les samedis seront aussi fréquentés par les peintres d'origine russe Alexandre Orloff, Léopold Survage, Ossip Zadkine, et les très jeunes Aragon, Soupault, Raymond Radiguet. Ces rencontres permettent à la revue d'étoffer le nombre de ses contributeurs.
La revue commence également à organiser des manifestations artistiques publiques, sous le titre « SIC ambulant ». Du 10 au 30 juillet 1916, une « Première Exposition-Audition d'avant-garde » se tient chez le couturier et mécène Paul Poiret à la Galerie d'Antin.

### Deuxième année (1917)
Au début de l'année 1917, Pierre Reverdy donne un premier poème à la revue, publié dans le no 13 où il occupe une double page,. Le poète devient l'un des collaborateurs les plus actifs de la revue, même s'il cesse d'y publier tout le temps où il dirige sa propre revue Nord-Sud.
Philippe Soupault fait son apparition en mars sous le pseudonyme de Philippe Verneuil dans le no 15, avec un poème intitulé « Départ ». Selon son propre témoignage, c'est le tout premier poème qu'il ait jamais écrit. Le jeune homme l'avait envoyé à Apollinaire pour recevoir un avis, et c'est ce dernier qui l'a transmis à Albert-Birot,.
Le 25 février 1917, la revue organise une manifestation sous le titre « L'Esprit nouveau contre l'esprit ancien » à Academia, dans laquelle Pierre Albert-Birot tient une conférence sur le nunisme, terme issu de l'adverbe grec νῦν / nun, « maintenant », sous lequel le poète cherche à unir toutes les avant-gardes du moment. Germaine Albert-Birot joue sa musique, et plusieurs comédiens dont Marcel Herrand récitent des poèmes d'auteurs publiés par la revue.
Le printemps 1917 est désigné par Albert-Birot comme le « point culminant de SIC » sur la base de trois arguments : l'organisation récurrente de manifestations littéraires, l'élargissement de sa distribution « dans tout Paris et même dans toute la France », et surtout son engagement dans la création des Mamelles de Tirésias.

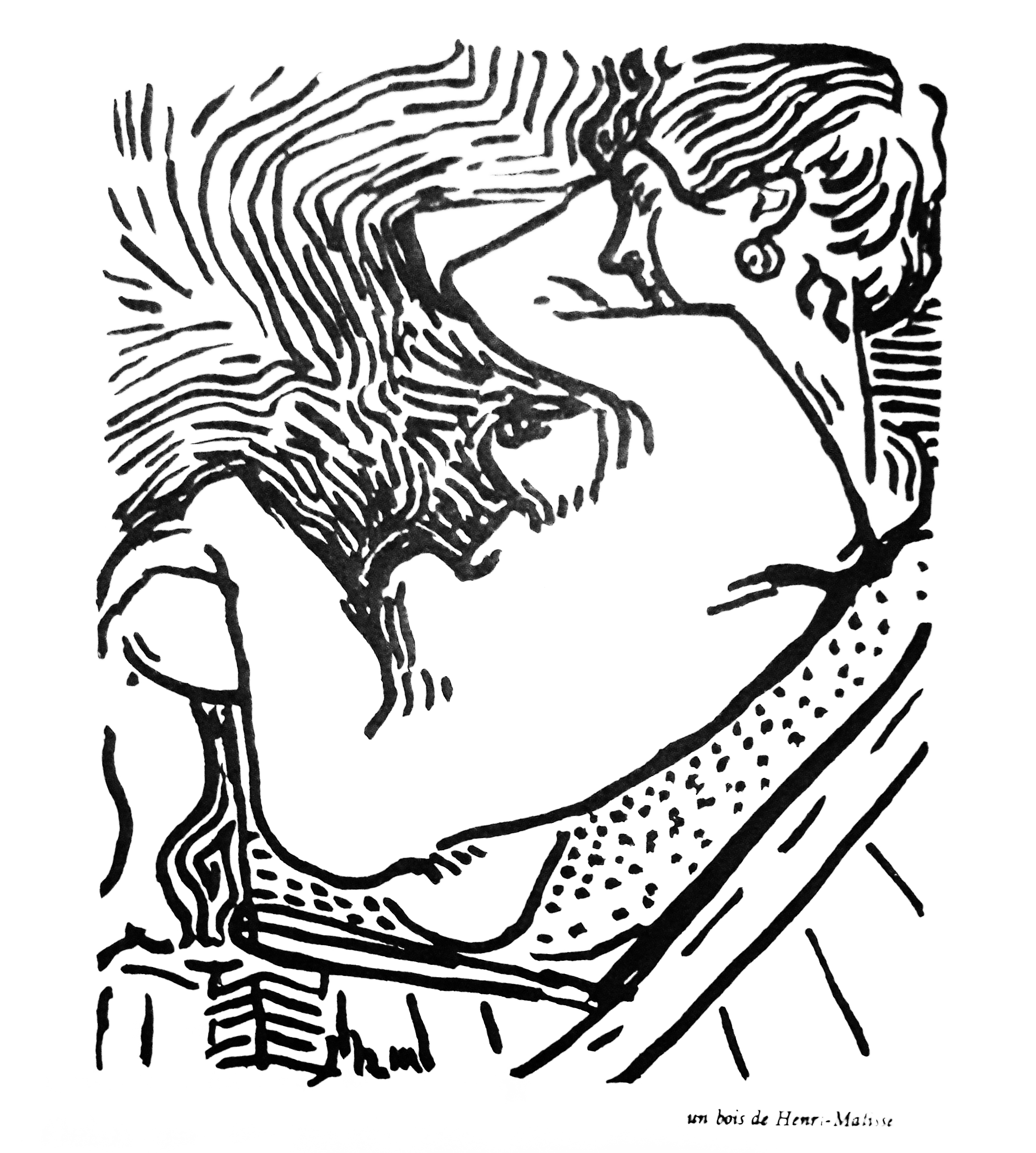
Bois d'Henri Matisse ornant le programme des Mamelles de Tirésias.

En effet, SIC a contribué à rendre possible la représentation des Mamelles de Tirésias, la pièce écrite par Apollinaire et mise en scène par Albert-Birot, qui déclenche une véritable « bataille d'Hernani » lors de sa première, le 24 juin 1917.
Pour pouvoir créer la pièce, dans les conditions aventureuses du temps de guerre, Albert-Birot met à disposition la trésorerie de SIC. Annonçant la représentation comme une « Manifestation SIC », le programme réalisé par Albert-Birot rassemble un dessin de Picasso, un bois d'Henri Matisse, et des poèmes de Jean Cocteau, de Max Jacob et de Pierre Reverdy. C'est au moment d'imprimer ce programme qu'Albert-Birot et Apollinaire se mettent d'accord sur le sous-titre « drame surréaliste » plutôt que « drame surnaturaliste », raison pour laquelle Albert-Birot est parfois passé pour l'inventeur du terme. Après la représentation, SIC se fait l'organe de défense des Mamelles de Tirésias qui attire les foudres du reste de la presse. Le numéro 18 fait le compte-rendu de la représentation. Le double-numéro 19-20 en fait la revue de presse. Un peu plus tard, en réponse à la presse qui continue de se déchaîner, Louis Aragon fait l'éloge de la pièce dans le no 27,. Les Éditions SIC publient le texte des Mamelles de Tirésias, augmenté des illustrations de Serge Férat et de la musique de scène de Germaine Albert-Birot,.

### Troisième année (1918)
Dans le numéro de mai 1918, André Breton fait sa première et unique apparition, en signant avec Aragon « Treize études », un texte se réduisant à deux colonnes où treize peintres et écrivains en activité sont qualifiés par un mot ou une brève formule énigmatique,. Ce principe sera en partie repris par Louis Aragon dans sa rubrique « Les Œuvres littéraires françaises » à partir d'octobre de la même année,.

Poème de Raymond Radiguet publié sous le pseudonyme de Raimon Rajky dans le no 30.

En juin, Raymond Radiguet, âgé de quinze ans, commence à contribuer à la revue, d'abord sous le pseudonyme de Raymond Rajky,,. Cette première contribution suit de quelques mois les premiers textes de Radiguet publiés dans L'Intransigeant, Le Rire et Le Canard enchaîné.

### Quatrième année (1919), mort et tentatives de résurrection
La première livraison de l'année 1919 est un triple numéro « composé en mémoire de Guillaume Apollinaire », récemment disparu. Il réunit la « participation exceptionnelle », sous forme de poèmes ou de témoignages, de vingt-sept artistes, et demeure « le seul numéro d'hommage immédiat d'alors ».
Dès l'été 1919, Albert-Birot prend conscience des difficultés économiques que commence à rencontrer la revue. Il imagine la sauver en la confiant à l'éditeur Georges Crès, mais ne mène pas à bien le projet.
Au cours de cette année, la revue souffre d'une perte d'audience. Elle subit également un appauvrissement du nombre de collaborateurs. SIC se donnait le projet de réunir des avant-gardes diverses, or, depuis l'arrivée de Dada à Paris au début de l'année, le climat de front commun des avants-gardes s'est détérioré, et les artistes qui ne se retrouvent pas dans la ligne du mouvement se dispersent. En septembre, Albert-Birot écrit à Joan Pérez-Jorba : « J'espère pouvoir continuer à faire paraître SIC, je voudrais cet hiver redoubler d'activité car nous sommes cernés par toutes les mauvaises bandes réunies et il va falloir en arriver certainement aux bousculades. » Les deux derniers numéros ne comptent plus comme contributeurs qu'Albert-Birot lui-même, Survage et Roch Grey. L'histoire de la revue s'achève au mois de décembre. L'ultime livraison, les numéros 53 et 54, porte cette mention pudique : « Au cours de l'année 1920, la revue Sic ne paraîtra pas mensuellement. Nous publierons quand cela nous paraîtra bon des numéros extra-ordinaires ». Les « numéros extra-ordinaires » ne verront jamais le jour.
Dans un entretien pour Le Figaro littéraire en 1966, Albert-Birot prétend avoir volontairement mis fin à l'entreprise « parce que les revues d'avant-garde doivent mourir jeunes ». En réalité, il était devenu impossible à la revue de survivre, en raison des difficultés économiques qu'elle rencontrait, elles-mêmes liées au contexte idéologique. L'heure est à Dada et bientôt au surréalisme, mouvements reposant sur des principes idéologiques nettement affirmés, à rebours de l'esprit d'ouverture de SIC. À partir de 1919, les revues dadaïstes puis surréalistes, comme Littérature puis La Révolution surréaliste, se développent et concentrent désormais l'attention des jeunes écrivains.
Après la mort de SIC, en 1920, Albert-Birot tente d'en perpétuer l'esprit à travers deux projets. Il songe d'abord à transformer la revue en revue trimestrielle internationale, et tente de mettre au point un modèle économique fondé sur le préfinancement par les abonnés, sans succès. Il lance également le projet Phono, « revue orale de littérature » pour pallier le problème des « prix croissants des imprimeurs et la mauvaise volonté des éditeurs et libraires». Il se serait agi d'organiser une fois par mois une audition de poésie dite. Le projet n'aboutit pas, faute de collaborateurs, et se heurte aux mêmes problèmes qui ont causé la mort de SIC, d'autant plus qu'Albert-Birot et Roch Grey se sont définitivement aliénés le soutien des dadaïstes, après s'être vigoureusement opposés à la réalisation d'une soirée Dada au salon de la Section d'or.
Albert-Birot explique enfin la fin de SIC par des raisons personnelles. Il évoque la nécessité de retrouver son emploi, et son envie de consacrer pleinement son temps libre à sa propre écriture :

« La vie « normale » avait repris son cours, il fallait payer son loyer, on ne vivait plus de l'air du temps, j'avais repris des occupations bifteckières [un emploi de restaurateur d'art chez un antiquaire], or, bâtir une revue à la fois nerveuse et charnue telle que SIC était depuis longtemps, ça ne se fait pas sans y penser, et maintenant à côté de la « situation » il me restait peu de temps, et d'autre part au cours de ces quatre années de plein feu j'avais pris nettement conscience de moi-même, il était donc tout naturel que je veuille consacrer à mon œuvre les quelques heures qui étaient à moi chaque jour. C'est ce que j'ai fait, et je n'ai pas eu tort. »

## Description technique

### Périodicité
La revue est mensuelle jusqu'en juin 1918. Cette périodicité est respectée à deux exceptions près : un numéro triple (no 8-9-10 d'août-septembre-octobre 1916) et un numéro double (no 21-22 de septembre-octobre 1917).
Après une interruption de trois mois de juillet à septembre 1918, la revue devient bimensuelle jusqu'à la fin de l'année, paraissant le 1er et le 15 du mois.
En 1919, la périodicité devient irrégulière, bien que toujours annoncée comme bimensuelle : les livraisons sont toutes doubles ou triples, à l'exception du no 44 du 30 avril.

### Format
In 4o (22 cm x 28 cm)

### Prix
- 1916 : 0,20 francs le numéro
- 1917 : 0,30 francs
- 1918 : 0,50 francs
- 1919 : 0,60 francs[55]

### Publicité
La publicité n'apparait qu'en 1919. Ce sont les mêmes annonces qui apparaissent au même endroit dans toutes les livraisons, pour la galerie Paul Guillaume et la Librairie Kundig à Genève.

### Tirage
Édition courante : de 500 à 1 000 exemplaires.
Édition de luxe :
- 1916 : tirage sur Japon, 10 exemplaires ;
- 1917 : tirage sur vieux Japon à la forme, 6 exemplaires numérotés ;
- 1918 : tirage sur Chine, 6 exemplaires numérotés ;
- 1919 : tirage sur Chine, 4 exemplaire numérotés[58].

La revue est d'abord imprimée par Rirachovsky, un petit imprimeur polonais établi boulevard Saint-Jacques, qui propose de tirer cinq cents exemplaires huit pages in-4 pour soixante francs, et donne à la revue sa couleur artisanale. À partir du no 11, le succès éditorial de la revue, en vente dans dix-huit galeries et librairies parisiennes, ainsi que distribuée par les messageries Hachette, permet à Albert-Birot de s'offrir les services d'un imprimeur plus prestigieux, la maison Levé, rue de Rennes, et de bénéficier d'une typographie plus soignée. À partir du no 27, contraint de réduire les coûts, Albert-Birot fait appel à Léon Estival, un imprimeur installé à Beausoleil.

## Poétiques, formes et contenus

Dessin de Boussingault publié dans le no 5.

Sans affiliation à un quelconque mouvement et sans ligne éditoriale précisément définie, mais avec un état d’esprit moderniste réellement offensif, la revue a publié, avec toujours un grand souci de la forme et du graphisme éditorial, œuvres de création et textes critiques. Du point de vue de la littérature, la poésie est le genre le plus représenté dans la revue, mais on trouve également aphorismes, manifestes, essais, dialogues, romans, drames.

### Ligne éditoriale et positionnements esthétiques
La ligne éditoriale de la revue a évolué au cours du temps, d'abord marquée par le vitalisme, le nationalisme et la modernité. Il s'agit dans un premier temps, dans le contexte de guerre, d'opposer au pessimisme ambiant un optimisme dans les conquêtes culturelles et scientifiques. Après s'être attachée à découvrir et vulgariser les principes de l'art moderne avec curiosité, la revue se propose ensuite « de démontrer par des activités expérimentales intenses la théorie ».
Ces orientations sont exprimées dans des éditoriaux marqués par « une forte agressivité linguistique et figurative » et un « emploi stratégique de la typographie ». Ils sont d'abord influencés par le vitalisme d'Alfred Espinas, une doctrine caractérisée par l'optimisme et le rôle prépondérant qu'elle donne à la volonté humaine dans l'évolution. Mais ils évoluent à mesure qu'Albert-Birot approfondit ses contacts avec les milieux d'avant-garde, en particulier avec les futuristes.
Un texte pouvant être assimilé à un manifeste figure dans le no 3 :

« OUI

VOUS, qui avez RI ou CRACHÉ sur Mallarmé, Manet, Sisley, Puvis, Rodin, Claudel, Marinetti, Picasso, Debussy, Dukas, Mussorgsky, Rimsky-Korsakov,
VOUS, qui avez PESTÉ contre les chemins de fer, le télégraphe, le téléphone, les autos, les tramways électriques, les machines, les usines ;
VOUS, qui MAUDISSEZ les démolisseurs de la vieille maison d'ombre ;
VOUS, qui avez NIÉ l'éternelle transformation ;
VOUS, qui avez NIÉ les porteurs-de-nouveau, les porteurs-d'autre-chose, les divins tueurs d'habitude ;
VOUS, qui avez NIÉ la vie ;
VOUS, qui avez toujours dit NON ;
C'EST VOUS, qui avez failli perdre la France.
Rappelez-vous que le monde CONTINUE ;
Et voyez que d'autres peuples ont dit OUI,
Et qu'aux porteurs-de-nouveau, aux porteurs-d'autre-chose, aux tueurs-d'habitude, ils ont crié :
“ENTREZ” »

Marie-Louise Lentengre a étudié, à partir des brouillons, les différents états de ce texte, et montré à quel point l'influence de Severini fut déterminante pour aboutir à cet état final.

### Une revue ouverte à toutes les avant-gardes
La revue se caractérise par son éclectisme et son ouverture à toutes les avant-gardes de son époque,. Elle s'inscrit dans un esprit de « front commun des avant-gardes », constitué par-delà les frontières nationales et les divergences entre les écoles artistiques. Elle se rapproche ainsi de la ligne des cinq premiers numéros de Dada, qui fait circuler les œuvres des mêmes artistes. Cet esprit d'ouverture a parfois été vu comme un défaut : l'historien du surréalisme Michel Sanouillet écrit ainsi : « Albert-Birot était fort accueillant, ne reculait pas devant les audaces compromettantes et n'hésitait nullement à publier les élucubrations les plus aberrantes de ses poulains. » Marie-Louise Lentengre, qui moque les propos de Sanouillet en faisant valoir le prestige à venir des « poulains » d'Albert-Birot, voit plutôt cette ouverture comme une force :

« Grâce à cette ouverture exceptionnelle, grâce à l'enthousiasme ébloui par lequel il sut répondre aux sollicitations les plus diverses, grâce enfin à sa passion de l'indépendance et à son insatiable curiosité, c'est tout l'univers moderniste qu'il fit entrer dans SIC, avec sa foisonnante richesse, sa variété, ses alliances et ses querelles. »

La revue ouvre ses pages avec une générosité particulière aux artistes futuristes, qu'ils soient plasticiens, musiciens ou poètes.
Les grands initiateurs du cubisme ne collaborent pas avec SIC, et le mouvement pictural n'y trouve sa place qu'occasionnellement grâce Jeanne Rij-Rousseau, Léopold Survage et Serge Férat. Ce n'est cependant pas en raison d'une préférence affirmée qu'Albert-Birot accorde plus de place aux plasticiens futuristes qu'aux artistes cubistes, mais en raison des occasions qui se sont présentées à lui.
SIC n'a pas peur de se rapprocher des dadaïstes zurichois, et Tzara y trouve, comme dans Nord-Sud, le terrain de ses premières publications en France,.

### Le souci de la forme

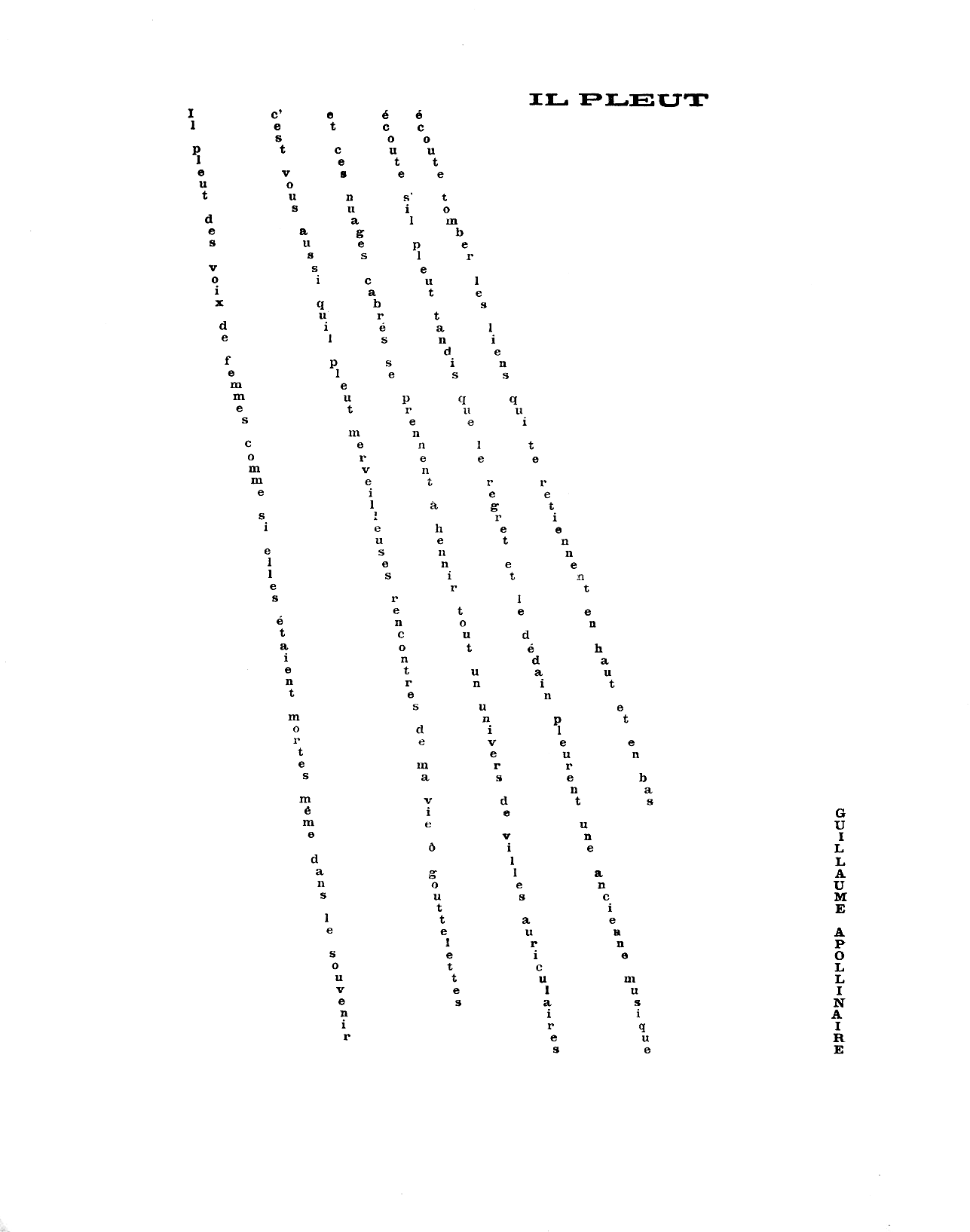
Guillaume Apollinaire, « Il pleut », SIC no 12.

La revue est marquée par l'importance qu'elle accorde aux recherches formelles. SIC développe une forte attention à la typographie et au graphisme éditorial qui la distingue de ses concurrentes. Visuellement, elle se démarque de Nord-Sud ou Littérature, plus austères, pour se rapprocher des revues dada, composées comme des tracts. Pierre Albert-Birot écrira qu'
« au point de vue typographique [il a] tout de suite adopté des dispositions nettement « visuelles », [que sa] première page, par exemple, a été conçue pendant longtemps comme une affiche. » Pour Luc Vigier, SIC est « la plus ancienne de la grande série des revues typographiques néoplasticiennes françaises » sous influence « du futurisme, du cubisme et du dadaïsme ».
Ainsi, dans le douzième numéro, est publié le calligramme « Il pleut » de Guillaume Apollinaire. Ce dernier vaut une nuit blanche à l'imprimeur Levé, qui le compose en personne, n'osant déléguer ce travail à ses ouvriers.
Quant à Pierre Albert-Birot, il crée de nouvelles formes de poésie visuelle qu'il dénomme sous la forme poème-x : poème idéographique, poème imagé,. Le poète approfondit également les recherches sur la simultanéité avec des poèmes polyphoniques. Dans l'un d'entre eux, par exemple, une des voix, figurée en petits caractères, se résume à « une pure matière phonétique et rythmique », et préfigure les inventions à venir de la poésie sonore,.

### Rubriques

#### Opinion d'un pékin
Cette rubrique reprend l'un des noms que Pierre Albert-Birot avait d'abord imaginé pour sa revue avant de la créer. Elle n'existe que dans les premiers numéros et disparaît rapidement. Il s'agit de chroniques en vers de mirliton dans lesquelles le poète se donne le droit à une parole clownesque sur des sujets sérieux. Ces vers anticipent les chroniques rimées dans lesquelles plus tard, à partir de 1917, Albert-Birot rapporte avec humour les événements artistiques et littéraires dont il est témoin.

#### ETC…
La rubrique « ETC. », composée à tort « ETC… », est une recension de l'actualité artistique, de critiques de livres, de revues. Elle est subdivisée en sous-rubriques à géométrie variable telles que « Lettres », « Revues », « Théâtre », « Architecture », « Sculpture », « Peintures et décorations », « Mode », etc..
Elle est rédigée la plupart du temps par Pierre Albert-Birot sans être signée, ou par Louis de Gonzague-Frick dans le no 24.

#### Dialogues nuniques
À partir du cinquième numéro, paraissent régulièrement (huit fois) « Les dialogues nuniques » rédigés par le directeur de la revue. « les dialogues nuniques entre Z et A sont des discussions esthétiques pour conduire à la compréhension de l'art moderne » nous dit son auteur. « A » tient le rôle d'un amateur d'art plutôt réfractaire à la modernité, que « Z » amène pas à pas à comprendre. « Patiemment, logiquement, Z veut prouver à A qu'il a toutes les bonnes raisons d'aimer l'art de son époque, et c'est à la compréhension de son interlocuteur qu'il en appelle, dans une sorte de dialogue socratique au cheminement paisible. A est cultivé, de bonne volonté, il a simplement besoin qu'on lui ouvre les yeux », résume Arlette Albert-Birot.
Ces dialogues empruntent un ton familier, qui devient ensuite caractéristique du style de l'auteur.

#### Réflexions
La rubrique « Réflexions », qui apparait dans neuf livraisons sur dix de l'année 1916, se compose d'aphorismes, composés en très gros caractères. Ces aphorismes s'intéressent aux mutations récentes de l'habillement, de la décoration et de la technologie. Leur rhétorique oppose le moderne et l'ancien avec humour et dérision. Non signés, ils sont tous rédigés par Albert-Birot.

#### Les œuvres littéraires françaises / critiques synthétiques

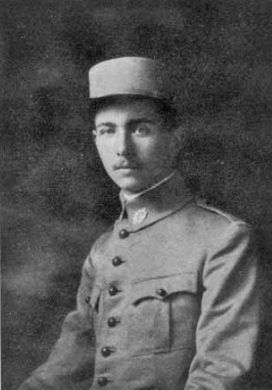
Louis Aragon en uniforme (vers 1917-1919).

En octobre 1918, Louis Aragon entame une rubrique de critique littéraire dans le no 31 qui sera reconduite dans trois autres livraisons et qui s’intitule « Les œuvres littéraires françaises/critiques synthétiques ». Le principe qui anime cette critique littéraire originale est d'évoquer un ouvrage en quelques lignes imagées, suggestives, et de conclure sur un mot ou une expression, volontairement imprimés en capitales. On peut lire par exemple : « Les Calligrammes sont des ROSES » ou « Le Pain dur c'est une ÉCHÉANCE ». Le principe est repris par Reverdy dans Littérature. La paternité du titre « Critique synthétique » est débattue. Aragon rapporte qu'il lui fut imposé par Albert-Birot, mais l'expression a peut-être été proposée par Breton ou Jacques Vaché.

## Rapports de la revue avec ses consœurs
Devenue l'une des revues d'avant-garde incontournables du temps de guerre, SIC n'en entretient pas moins de foisonnantes relations, bien que souvent ambiguës, avec ses consœurs, avec qui elle forme un réseau où s'expriment, s'échangent et se confrontent les différentes avant-gardes de son temps, dans un climat d'époque où « c'est dans les petites revues que s'élabore la poésie ».
Elle jouit notamment d'une « étroite complicité » avec Nord-Sud, 391 et Dada « au-delà des différences qui les caractérisent ». Leur connivence tient dans leur refus commun d'un art d'imitation. La spécificité de SIC réside dans son ouverture aux artistes les plus divers, et sa volonté d'encourager le dialogue entre les arts.

### Nord-Sud

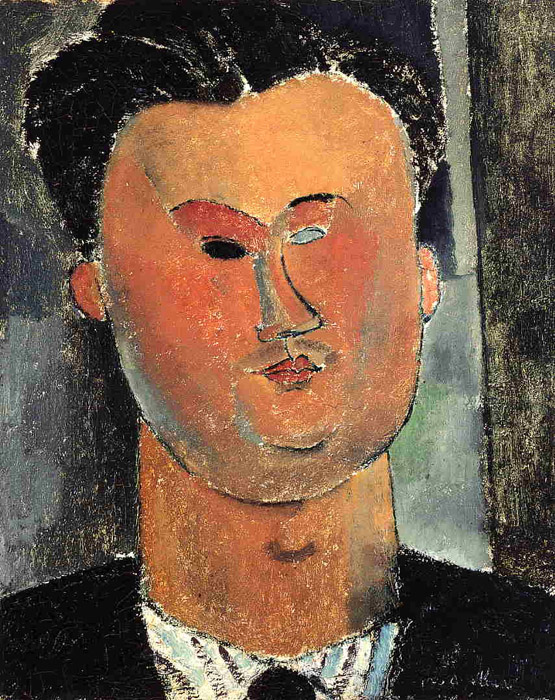
Pierre Reverdy par Modigliani.

En premier lieu, SIC entre en réseau avec l'autre revue patronnée par Apollinaire, Nord-Sud, que dirige Pierre Reverdy. Albert-Birot salue dans sa rubrique « ETC... » la naissance de Nord-Sud par ce billet élogieux :

« En France il y avait jusqu'ici 333.777 journaux pour faire dormir les gens et 1 pour les éveiller, vraiment c'était un travail surhumain — car ils dorment bien — et c'est avec plaisir que nous saluons le courageux qui vient nous aider : désormais contre 333.777 nous serons 2 : SIC et Nord-Sud, s'il en vient encore un ou deux autres nous serons tout à fait en force. »

Pour Georges Sebbag, les deux revues sont à la fois alliées et rivales. Pendant toute la durée de la parution de Nord-Sud, Reverdy ne publie plus dans la revue d'Albert-Birot. Mais contrairement à celle-ci, Nord-Sud ne survit pas à Apollinaire et Reverdy revient dans les pages de SIC jusqu'à la fin de l'aventure.

### 391

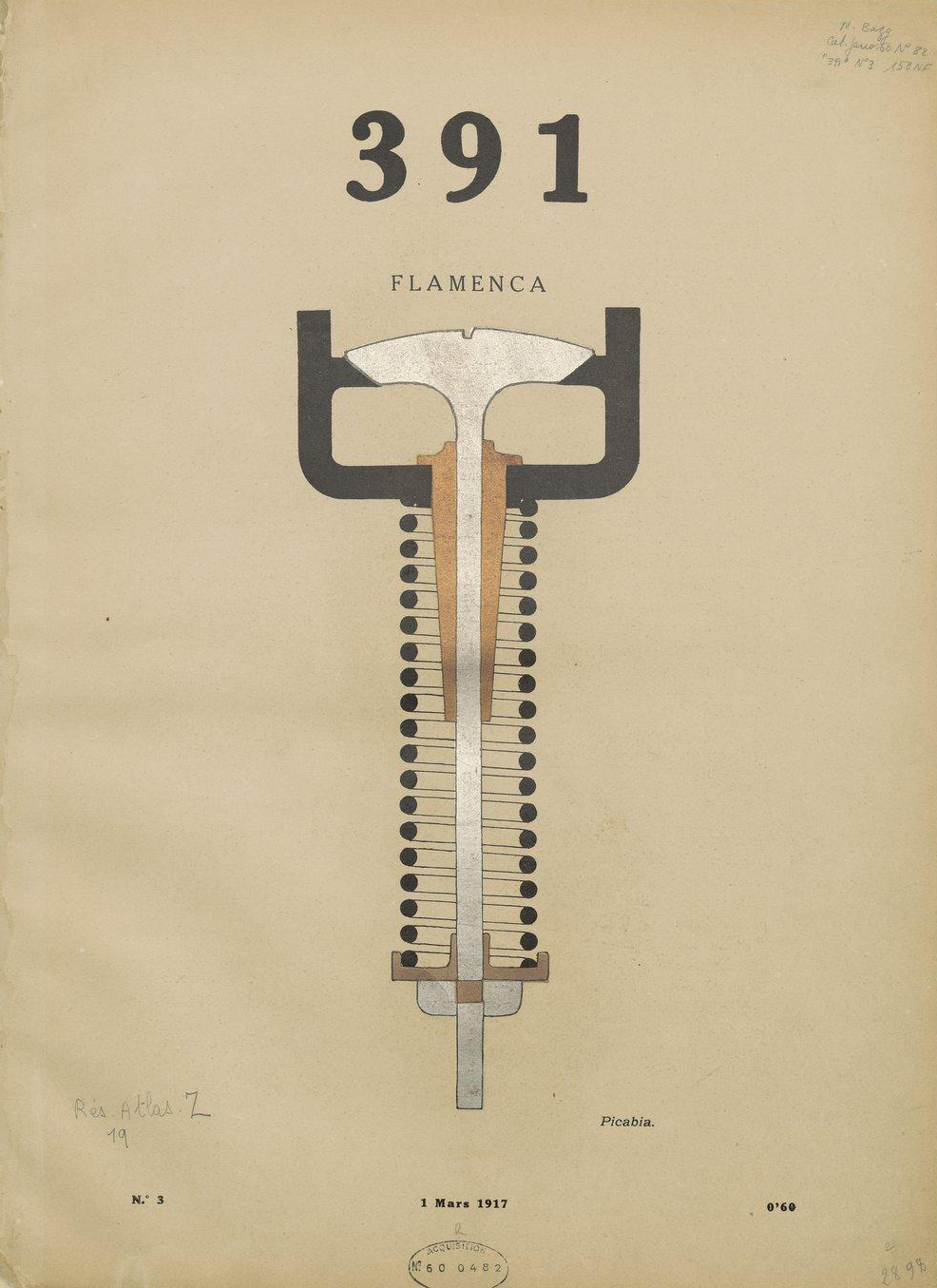
Couverture de 391, no 3, mars 1917.

La naissance de 391, la revue de Francis Picabia, est saluée par SIC dans son numéro de mars 1917 : « Nous avons reçu les deux premiers numéros de 391, journal de langue française qui nous vient de Barcelone. Il a l'intention de servir la bonne cause : qu'il soit le bienvenu, aimons-nous les uns les autres. » Deux ans plus tard, 391 fait paraître dans son huitième numéro une critique moqueuse à l'égard de Nord-Sud, SIC et L'Élan :

« PARIS — Nord-Sud manque d'aération surtout lorsqu'on est en panne sous la Seine – SIC devrait changer ses pneumatiques et faire mettre l'échappement libre – L'Élan a perdu ses poils s'il en eut. »

Le directeur de SIC ne semble pas prendre mal la remarque. Dans le numéro 42-43 de SIC apparaît en pleine page le « Thermomètre littéraire de SIC » où l'on voit un thermomètre gradué et, placés de part et d'autre de celui-ci, quarante revues et ouvrages. 391 y reçoit la meilleure note, placée tout en haut du thermomètre.
Plusieurs années après la disparition de SIC, Picabia, brouillé avec Breton, prend contre lui la défense de l'ancien directeur de SIC contre les attaques de Maurice Martin du Gard.

### DADA

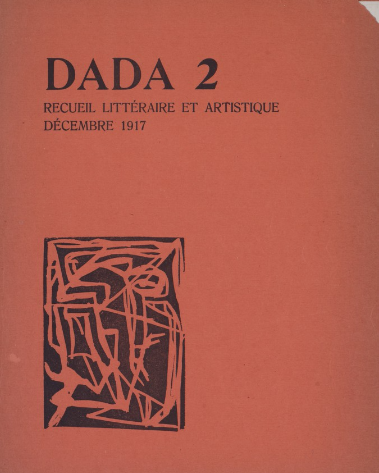
Couverture de DADA no 2, 1917.

Pour Debra Kelly, c'est à partir du numéro 21-22 que « l'esprit Dada est présent dans SIC ». Tzara y fait sa première apparition avec un texte en prose intitulé « Note 6 sur l'art nègre ». C'est dans le même numéro qu'Albert-Birot informe ses lecteurs de la naissance de la revue DADA avec un sobre entrefilet :

« NAISSANCE, Dada : Cahiers d'art d'une tenue et d'une sobriété sympathiques, publiés à Zurich par le poète roumain Tristan Tzara et le peintre Janco. Dada 2 va paraître incessamment. »

Dans le vingt-cinquième numéro de SIC, Pierre Albert-Birot rédige une critique nuancée du deuxième numéro de Dada, lui reprochant une présentation trop « soignée », :

« L'ennui naquit un jour de l'uniformité : la présentation des œuvres dans cette revue soignée m'a remis ce vers au bout des lèvres. Cette régularité toute mécanique dans la marche des poèmes, des notes, des bibliographies et avis d'administration me semble un peu un pas de parade. Un poème, comme le pense parfaitement le roumain directeur de cette revue est une construction, un monument, un tout, pourquoi par force le pousser dans le rang et le faire partie. Chaque poème a sa physionomie pourquoi l'obliger à l'uniforme et puisqu'il est œuvre d'art pourquoi n'aurait-il pas un socle ou un cadre isolateur comme une statue ou un tableau ? »

Cependant, le troisième numéro de Dada, qui coïncide avec une radicalisation de la revue, et publie un extrait inédit de La Joie des sept couleurs d'Albert-Birot, obtient la deuxième place sur le thermomètre littéraire de SIC. Suter suggère que les critiques d'Albert-Birot ont en partie contribué à encourager Tzara à profondément transformer la présentation de sa revue.
Dès lors, Tzara et Albert-Birot entretiennent une longue correspondance, échangent de nombreuses idées. Fin 1917, Tzara propose au directeur de SIC de se charger de la diffusion de Dada en France. Celui-ci refuse en invoquant le manque de temps, sans que ce refus n'altère les bonnes relations entre les deux hommes et les deux revues,.
Les échanges entre les deux revues sont réciproques. L'« anthologie Dada », Dada nos 4-5, contient un calligramme sans titre de Pierre Albert-Birot figurant un pubis, mis en valeur sur une pleine page rouge aux côtés d'une estampe de Raoul Haussmann. Le numéro 47-48 de SIC propose alors une critique de l'« anthologie Dada » « rédigée dans le style spontané et incohérent des publications dadaïstes». Dans Dada no 6, Pierre Albert-Birot apparait parmi la liste des « présidents et présidentes de Dada ».

### Littérature
Avant même la naissance de la revue Littérature, SIC est la cible du mépris et de la moquerie des jeunes poètes qui entourent André Breton. Pour moquer tout à la fois SIC, le couple Birot et Jean Cocteau, Théodore Fraenkel, ami d'enfance de Breton, envoie à la revue un faux Cocteau dont les vers forment l'acrostiche « PAUVRES BIROTS ». N'ayant pas débusqué la supercherie à temps, Albert-Birot publie le faux dans le numéro 17. Il la dénonce dans le numéro suivant,,.
La création en 1919 de Littérature, sous la direction de Aragon, Breton et Soupault coïncide avec la mort de SIC. Bien que les trois directeurs de Littérature soient d'anciens collaborateurs de la revue — réguliers quant à Aragon et Soupault, à l'occasion d'une unique apparition pour Breton —, et bien que Reverdy ait pu, comme on l'a vu au sujet des critiques synthétiques, perpétuer l'esprit de SIC dans Littérature, il semble ne pas y avoir de conciliation entre les deux revues. Albert-Birot, qu'Aragon et Breton détestent profondément, ne sera jamais invité à publier dans leur revue.

### À l'international
Soucieuse malgré la guerre de dépasser les frontières, SIC entretient également des relations avec plusieurs petites revues à l'international, en particulier en Italie et en Catalogne, et même au Japon.

#### Catalogne

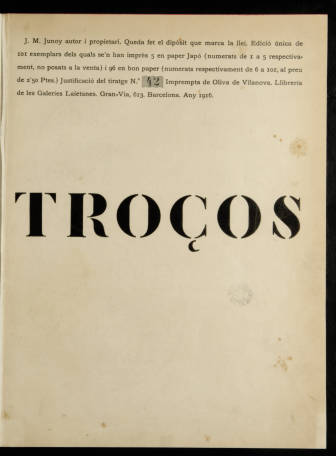
Couverture du périodique catalan Troços.

En septembre 1917, six mois après le dernier numéro barcelonais de 391, la revue Troços vient en prendre le relais. Dans son premier numéro, elle publie un poème d'Albert-Birot et un compte-rendu des derniers numéros de SIC. SIC propose une recension de cette revue dirigée par Josep Maria Junoy puis Josep Vicenç Foix, en la qualifiant de futurocubiste.
Le poète catalan Joan Pérez-Jorba, directeur et correspondant à Paris de la revue barcelonaise l'Instant, rencontre les Albert-Birot en 1917, et fréquente les samedis de SIC. Sa revue se donne comme objectifs de faire connaître en Catalogne les nouvelles avant-gardes françaises, et de faire connaître en Europe de jeunes artistes catalans. Elle publie des articles de Soupault et d'Albert-Birot. Pérez-Jorba traduit les hommages des poètes catalans à Guillaume Apollinaire dans le numéro triple de janvier 1919.

#### Italie
Par l'intermédiaire du courriériste Pierre Lerat, qui joue le rôle d'un représentant de la revue à Rome, SIC noue de cordiales relations avec les revues des futuristes italiens. Les revues Noi et Procellaria publient des poèmes d'Albert-Birot, et sont régulièrement recensées dans SIC. SIC salue également la création à Rome de la revue Avanscoperta dirigée par Luciano Folgore. Il voit en elle une revue capable de s'« opposer aux nombreuses revuettes faites d'interminables et ennuyeux bavardages », et déclare qu'elle sera « une publication ayant pour unique but de créer une atmosphère d'art plus électrique, plus vivante et plus libre »,.

#### Japon
En octobre 1916, un correspondant de la revue japonaise Mita bungaku vient s'entretenir avec Albert-Birot au sujet de SIC et du nunisme. Un an plus tard, dans son no 22, la revue manifeste son intérêt pour la poésie japonaise en publiant un article sur une anthologie de poésie japonaise, traduite en italien et établie par Gherardo Marone et Harukichi Shimoi. Albert-Birot y exprime son regret que « la poésie au Japon en [soit] encore à la période symboliste et impressionniste », mais trois poèmes d'Isamu Yoshii sont reproduits. L'article promet enfin la parution dans le numéro suivant de poésie japonaise d'avant-garde, dont l'existence aurait été signalée par un très jeune ami japonais (peut-être le correspondant de Mita bungaku). Dans le no 23, Albert-Birot fait part d'une certaine déception, tout en publiant, dans une traduction approximative, des poèmes de Kitahra et Rofū Miki,.

## Les éditions SIC
En dehors des pages de la revue, Pierre Albert-Birot a utilisé SIC comme nom d'éditeur pour des livres. Un projet qu'il annonce dès le troisième numéro, par la seule mention « SIC se propose de faire de l'édition »,. La mention, répétée dans le numéro suivant, se précise dans le cinquième numéro,  en mai 1916 : « SIC se propose de faire de l'édition : livres, brochures, albums, musique », peut-on y lire,,.
Les premiers livres publiés sous ce nom d'éditeur sont, en 1917, Les Mamelles de Tirésias de Guillaume Apollinaire, Trente et Un Poèmes de poche de Pierre Albert-Birot et un recueil de réflexions poétiques d'Arry Justman accompagnés de reproductions de sculptures de Chana Orloff.
Dans le 32e numéro de la revue, Albert-Birot fait publier une note intitulée « De l'édition », puis une deuxième le mois suivant, dans laquelle on peut lire : « J'écrivais dans ma première note sur l'édition, “Notre grand éditeur viendra”. Je me paraissais disposé à l'attendre patiemment. Bientôt je me suis repenti de cette tendance à l'inaction et je me suis dit qu'il appartient à SIC d'aller devant lui. » S'ensuit un appel aux dessinateurs à créer un nouveau caractère typographique. Cependant, l'idée de se muer en « grand éditeur » fait rapidement long feu, et le comptoir d'édition SIC, loin de se développer, se transforme en nom d'éditeur sous lequel Pierre Albert-Birot s'autoédite.
À l'exception d'un Guillaume Apollinaire  par Roch Grey, les éditions SIC ne publieront plus que les livres d'Albert-Birot : pour la poésie, Poèmes quotidiens et La Joie des sept couleurs en 1919, La Triloterie en 1920 ; pour le théâtre, Matoum et Tévibar et Larountala en 1919, L'Homme coupé en morceaux en 1921, Le Bondieu en 1922 et Les Femmes pliantes en 1923 ; pour la prose, Cinéma en 1920, Le Premier Livre de Grabinoulor en 1921 et Le Catalogue de l'antiquaire en 1923.
En 1922, Pierre Albert-Birot se procure un matériel d'imprimerie, déçu par son imprimeur Estival, et « attrape le virus » de la typographie. Il s'agit d'une petite presse à bras, Heidelberg platine dite « crapaud » ou « manchot », tirant feuille à feuille. Il écrit, compose et imprime lui-même Quatre Poèmes d'Amour en 1922.
Passé 1923, Albert-Birot met un terme aux activités des éditions SIC, ayant trouvé en Jean Budry un éditeur lui permettant de couper à l'autoédition, bien qu'il compose toutefois lui-même les livres qu'il publie chez ce libraire-éditeur et en imprime même avec son propre matériel certains,.
Quatre ans après la mort de Pierre, en 1970, sa seconde femme, l'universitaire Arlette Albert-Birot, ressuscite les Éditions SIC et publie un livre posthume de son mari, Aux trente-deux vents. Suivent Fermeture hebdomadaire la même année, Six quatrains de Chantilly en 1973, et Les Poètes du dimanche en 1977. Arlette Albert-Birot, qui s'est ingéniée à maintenir la presse à bras achetée en 1922 en état de fonctionnement, compose même à la main les Six quatrains de Chantilly et les tire avec cette vieille machine.

## Liste alphabétique exhaustive des artistes publiés
| Nom                                         | Pays            | Commentaire | Nombre de contributions | Commentaire sur les contributions |
| ------------------------------------------- | --------------- | --- | ----------------------- | --- |
| Pierre Albert-Birot                         | France          | | 41                      | Directeur de la revue. Il est l'auteur de toutes les pages non signées. |
| Roger Allard                                | France          | Écrivain et aviateur, défenseur du cubisme.                                                                                                 | 2                       | La revue ayant critiqué son opuscule Baudelaire et l'« Esprit nouveau », il fait publier un droit de réponse dans le no 29, où il revendique l'honneur d'avoir défendu le premier les recherches des peintres cubistes et pourfend la poésie qui se réclame de la même tendance. Il participe au numéro d'hommage à Apollinaire. |
| Guillaume Apollinaire                       | France          | Poète | 7                       | La revue lui accorde un entretien sur les « tendances nouvelles » en juillet 1916. Il publie douze poèmes dans la revue. - no 4 : « L'Avenir » - no 6 : « Poème » - no 12 : « Il pleut » - no 14 : « Un poème » - no 16 : « Le pont » (poème) - no 17 : « Pablo Picasso » - no 18 : « Six poèmes » (Six poèmes de remerciement dédiés à chacun des comédiens des Mamelles de Tirésias) |
| Louis Aragon                                | France          | Écrivain dadaïste | 9                       | Il ne publie que deux poèmes dans la revue mais intervient régulièrement comme critique, notamment dans la rubrique « Les Œuvres littéraires françaises / critique synthétique » → courriéristes |
| André Billy                                 | France          | Écrivain, cofondateur des Soirées de Paris.                                                                                                 | 1                       | - nos 37-38-39 livraison composée en mémoire de Guillaume Apollinaire : « Guillaume Apollinaire » |
| André Breton                                | France          | Poète, chef de file du surréalisme, mouvement dont la fondation est postérieure au temps de SIC.                                            | 1                       | Il n'intervient qu'une seule fois dans la revue, lorsqu'il cosigne avec Aragon l'article « Treize études ». L'article, très bref, associe treize noms d'écrivains et de peintres, à un mot ou une très brève expression |
| Gino Cantarelli                             | Italie          | Artiste dadaïste et futuriste italien, directeur de la revue Procellaria.                                                                   | 3                       | Trois poèmes publiés dans la revue : - nos 21-22 : « Lumières de mercure » - no 28 : « Dieux-Lumière » - no 34 : « 14 heure -\|- soir » |
| Blaise Cendrars                             | France          | Poète, romancier, essayiste et reporter. | 1                       | - nos 37-38-39 Livraison composée en mémoire de Guillaume Apollinaire : « Hommage à Guillaume Apollinaire » |
| Henry Cliquennois                           | France          | Poète et critique français ayant contribué à la fondation de la revue Littérature                                                           | 1                       | Participation unique dans l'ultime livraison : - no 53-54 « Aujourd'hui matinée et soirée (poème) ». |
| Jean Cocteau                                | France          | Poète | 2                       | Deux interventions, le faux (de la main de Théodore Fraenkel) et publié sous son nom, n'étant pas compté. - nos 37-38-39 livraison composée en mémoire de Guillaume Apollinaire : « Apollinaire avait toujours une goutte d'encre qui... » - Programme des Mamelles de Tirésias : « Zèbre » (poème) |
| Paul Dermée                                 | France          | Poète français proche des dadaïstes | 6                       | Il publie plusieurs poèmes dans la revue et rend compte d'une audition-conférence organisée par la revue sur le nunisme. - no 12 : « Jeu » - no 14 : « Un poème » - no 19-20 : « un poème » - nos 37-38-39 livraison composée en mémoire de Guillaume Apollinaire : « Court-circuit » - nos 42-43 : « Orientation » et « Jean Metzinger » |
| Lucien Descaves                             | France          | Écrivain naturaliste et libertaire | 1                       | - no 37-38-39 livraison composée en mémoire de Guillaume Apollinaire : « La bonne grâce, la politesse, le dandysme... » |
| Jessee Dismoor                              | Grande Bretagne | Peintre anglaise vorticiste | 1                       | Un unique poème en anglais non traduit. - no 27 : « Payment » |
| Fernand Divoire                             | France          | Écrivain français d'origine belge | 1                       | - no 37-38-39 livraison composée en mémoire de Guillaume Apollinaire : « Pour Guillaume Apollinaire » |
| Pierre Drieu la Rochelle                    | France          | Écrivain proche des dadaïstes | 2                       | Deux poèmes : - no 21-22 : « Dernière nouvelle » - no 8-9-10 : « Usine = Usine » |
| Roger L. Dupret                             | ?               | ? | 1                       | Un poème dans le no 25, qui semble le seul document public à son sujet. |
| Louise Faure-Favier                         | France          | Journaliste, aviatrice et écrivaine. | 1                       | - « À Guillaume Apollinaire mon ami » |
| J. V. Foix                                  | Espagne         | Poète d'avant-garde catalan, directeur du quatrième numéro de la revue barcelonaise Troços                                                  | 1                       | Un poème en catalan, traduit par J. Pérez-Jorba. - no 37-38-39 livraison composée en mémoire de Guillaume Apollinaire : « De trant brunyr el cel... » |
| Luciano Folgore (pseudonyme d'Omero Vecchi) | Italie          | poète futuriste | 5                       | Il publie son manifeste « Le futurisme » dans le no 17 et quatre poèmes : - no 5 : « Le printemps en carousel » - nos 8-9-10 : « Paysage dans une assiette » - no 15 : « Saisons d'affiches » (poème) - no 45-46 : « Douleur occidentale » |
| Georges Gabory                              | France          | Poète, romancier et essayiste | 4                       | Quatre poèmes - no 24 : « Poème » - no 26 : « Au lendemain des Mamelles de Tirésias / poème suppliant » - no 28 : « Nature presque morte » - no 35 : « Nuit » |
| Charlotte Gardelle                          | France          | Artiste française née en Roumanie, membre du Salon d'Automne                                                                                | 3                       | Contribue à trois livraisons avec quatre poèmes. - no 40-41 : « L'air » - no 44 : « Pluie » et « Dimanche tranquille » - no 47-48 : « Heure des morts - Cloche - Soir » |
| Ivan Goll                                   | France / Suisse | Poète lorrain de langue française et allemande associé à l’expressionnisme                                                                  | 1                       | Un poème - nos 47-48 : « La demoiselle aux myosotis » |
| Louis de Gonzague-Frick                     | France          | → courriéristes | 1                       | - no 37-38-39 livraison composée en mémoire de Guillaume Apollinaire : « Ægenète ! » (294) (Ce poème particulièrement obscur a été analysé par Gérard Goutierre dans les Soirées de Paris) |
| Roch Grey                                   | Russie          | Nom utilisé par Hélène d'Oettingen, peintre et écrivaine russe de langue française, pour sa production de romancière                        | 8                       | Elle contribue régulièrement à la revue. Elle tient également l'éphémère chronique « Pour les générations futures » dans deux numéros de la revue. - no 37-38-39 livraison composée en mémoire de Guillaume Apollinaire : « Sur la tombe du Poète » - no 45-46 : « Monologue d'Elisabeth » - no 47-48 : « Promenade » |
| Max Jacob, poète français.                  | France          | Poète | 2                       | - no 37-38-39 livraison composée en mémoire de Guillaume Apollinaire : « À la mémoire de Guillaume Apollinaire » - Programme des Mamelles de Tirésias |
| J.-M. Junoy                                 | Espagne         | Poète catalan, directeur de la revue d'avant-garde Troços (à l'excetpion du no 4                                                            | 1                       | - no 37-38-39 livraison composée en mémoire de Guillaume Apollinaire : « Guillaume Apollinaire ha mort... » (poème en catalan traduit par J. Pérez-Jorba) |
| Ary Justman                                 | Pologne         | Poète polonais, compagnon de Chana Orloff                                                                                                   | 7                       | Sept poèmes, initialement écrits en polonais mais traduits par ses soins avec l'aide d'Albert-Birot et publiés tels quels. - no 15 : « À Necherit » - nos 21-22 « Printemps » - no 26 : « Vision » - no 28 : « Avril » - no 36 : « Mère » - no 37-38-39 : « Fleur mystique » - no 42-43 : « Jeu d'enfant » |
| Kitahara                                    | Japon           | Poète japonais | 1                       | Dans le no 23, Albert-Birot présente son poème « Un coin d'hôpital » dans une traduction d'un certain Saye Mondo, qui n'a pas été identifié. |
| Yves Krier                                  | France          | Écrivain français, ami d'enfance de Raymond Radiguet                                                                                        | 1                       | Un poème publié en compagnie de son ami Raymond Radiguet - no 40-41 : « Un poème » |
| Louis Latourette                            | France          | Journaliste et poète français, adepte de l'éphémère mouvement « druidiste »                                                                 | 1                       | - no 37-38-39 livraison composée en mémoire de Guillaume Apollinaire : « Un aspect de Guillaume Apollinaire » (299) |
| Roger Henri Lefébure                        | ?               | Les signatures R. H. L. et Roger Lefébure sont identifiés comme étant du même auteur dans SIC 1993.                                         | 6                       | Six poèmes - no 30 : « Poème » - no 31 : « Enterrement » - no 44 : « Villégiature » - nos 45-46 : « Mexique » - nos 47-48 : « Route » |
| Lucien Margoton                             | ?               | ? | 1                       | Signe un poème qui fut traduit en catalan par Joaquim Folguera i Poal. - no 17 : « Enterrement » |
| Joan Perez-Jorba                            | Espagne         | Poète catalan, directeur de la revue L'Instant. Il s'est attaché à faire connaître les avant-gardes françaises en catalogne.                | 12                      | Très nombreuses contributions à SIC. - no 26 : « L'amie le cheval mort » (poème) - no 28 : « Par pneumatique à Pierre Albert-Birot, poème » - no 31 : « Comme un chien » - no 34 : « Migraine » - no 44 : « VIeil air » et « Cliquetis » - nos 47-48 : « Poème » |
| Francis Picabia                             | France          | Artiste Dada, directeur de la revue 391. | 1                       | - no 37-38-39 livraison composée en mémoire de Guillaume Apollinaire : « Poème » |
| Gaston Picard                               | France          | Courriériste, journaliste, poète et romancier français, fondateur de la revue L'Heure qui sonne                                             | 3                       | Trois poèmes. - no 37-38-39 livraison composée en mémoire de Guillaume Apollinaire : « Les canons ont tonné… » - no 27 : « Épître familière à Guillaume Apollinaire » - no 30 : « Idylle » |
| Léon Pierre-Quint                           | France          | Écrivain et critique | 1                       | Un poème - no 42-43 : « Histoire du Désir, de l'Impatience et de l'Erreur » |
| Léonard Pieux                               | Russie          | (→ Roch Grey) Pseudonyme sous lequel Hélène Oettingen publie ses poèmes                                                                     | 3                       | Trois poèmes - no 37-38-39 livraison composée en mémoire de Guillaume Apollinaire : « À Guillaume Apollinaire » - nos 42-43 : « 8 septembre 1917 » - no 47-48 : « Soliloques gaillards » |
| Raymond Radiguet                            | France          | Écrivain | 6                       | Publie dans SIC six poèmes alors qu'il est âgé de quinze ans, à partir de décembre 1918, quelques mois après avoir publié quelques textes dans Le Canard enchaîné et L'Intransigeant. - no 33 : « Poème » - no 42-43 : « Allusions » |
| Raimon Rajky                                | France          | Pseudonyme de Raymond Radiguet | 1                       | - no 30 : « Poème » |
| Pierre Reverdy                              | France          | Poète | 12                      | Collaborateur régulier de SIC, exception faite de la période où il dirige sa propre revue Nord-Sud (mars 1917-octobre 1918). - no 13 : « Quai aux fleurs » (poème) - no 31 : « Vociférations dans la clarté » - no 32 : « Certains avantages d'être seul » - no 33 : « Siècle » (poème) - no 34 : « Espace au fond du couloir » et « Avant l'horloge » - no 37-38-39 : « À la mémoire de Guillaume Apollinaire » - no 40 à 48 : « L'imperméable » (roman) - no 45-46 : « Trop près du fil de fer de garde » - no 47-48 : « Au champ », « Num-bok », « Tout se tient », « Compagnon », « Portrait » (poèmes) - Programme des Mamelles de Tirésias : « Mao-Tcha » (poème) |
| Miki Rofoû                                  | Japon           | Poète | 1                       | Dans le no 23, Albert-Birot présente son poème « Le Sommeil-Cauchemar » dans une traduction d'un certain Saye Mondo, qui n'a pas été identifié |
| Jules Romains                               | France          | Écrivain | 1                       | - no 37-38-39 livraison composée en mémoire de Guillaume Apollinaire : « Cher Apollinaire… » |
| Jean Royère                                 | France          | Poète | 1                       | - no 37-38-39 livraison composée en mémoire de Guillaume Apollinaire : « Lendemain » |
| André Salmon                                | France          | Écrivain et critique d'art français | 1                       | - no 37-38-39 livraison composée en mémoire de Guillaume Apollinaire : « Treize novembres » |
| Philippe Soupault                           | France          | Poète français dadaïste puis surréaliste | 10                      | Il publie son tout premier poème dans le no 15, puis collabore régulièrement à la revue. - nos 19-20 : « Déception » (poème à trois voix) - no 23 : « Deux poèmes » - no 25 : « Note 1 sur le cinéma » et « Indifférence, poème cinématographique » - no 27 : « Café » (poème) - no 29 : « Escalade » (poème) - no 33 : « Photographies animées » |
| Tristan Tzara                               | Roumanie        | Poète roumain de langue française, directeur de la revue DADA et promoteur du mouvement du même nom.                                        | 10                      | Collaboration régulière, sous la forme de poèmes ou de « notes sur l'art nègre » - no 21-22 : « Note 6 sur l'art nègre » et « Retraite » (poème) - no 28 : « Bois parlant » (poème) - no 31 : « Arc » - no 37-38-39 livraison composée en mémoire de Guillaume Apollinaire : « La mort de Guillaume Apollinaire » - no 34 : « Note 12 sur la poésie nègre » - no 42-43 : « Boxe » - no 44 : « Calendrier » (poème) - no 45-46 : « Calendrier 8 & 9 » - no 47-48 : « Calendrier 10 & 11 » - no 49-50 : « Bilan » (poème) |
| Philippe Verneuil                           | France          | (Pseudonyme de Philippe Soupault) | 1                       | - no 15 : « Départ » (poème) |
| Fritz R. Vanderpyl                          | France          | Écrivain, journaliste, poète, critique d'art et critique culinaire. Il s'est installé à Paris en 1900, et fut chroniqueur au Petit Parisien | 1                       | Un poème - no 13 : « Nature-morte » |
| Isamu Yoshii                                | Japon           | Poète japonais | 1                       | Dans la rubrique « ETC. », la revue reproduit trois poèmes tirés de l'anthologie Poésie japonaise, de Harukichi Shimoi et Gherardo Marone (1917) - no 21-22 : « Jeune nonne », « Pluie de Tokyo » et « Jeux d'enfants »SIC,. |
| Ossip Zadkine                               | Russie          | Artiste russe proche du cubisme. | 4                       | Quelques textes littéraires de la part d'un artiste. « Texte rare car je ne crois pas qu'il ait beaucoup écrit », commente Albert-Birot (Albert-Birot, 1953) - no 40-41 : « L'HOMME GRAS au BAR » - no 45-46« Une exposition d'art nègre » et « La Fête pendant la Peste ou la Servante assassinée » (roman) - nos 47-48 « Métro » - no 49-50 « Caserne » |

| Nom                   | Pays   | Commentaire                                                         | Nombre de contributions | Commentaire sur les contributions |
| --------------------- | ------ | ------------------------------------------------------------------- | ----------------------- | --- |
| Germaine Albert-Birot | France | Compositrice d'avant-garde.                                         | 9                       | - no 2: « Expression musicale no 7 » - no 6 : « Expression musicale no 5 » - no 14 : « Une niche » - no 21-22 : « Les Mamelles de Tirésias. Chœur de l'acte II » - no 25 : « Réflexions sur la danse I » - no 26 : « Réflexions sur la danse II » - no 33 : « Le Ier chant de Matoum et Tévibar » - no 40-41 : « Dada no 3 » (recension de la revue de Tzara sous la forme d'une partition musicale) - no 42-43 « Matoum et Tévibar. Cris, Rythmes, Bruits » |
| Samson                |        |                                                                     | 1                       | - no 49-50 : « Ombres » / « Paysages fermés » |
| Pratella              | Italie | Compositeur et musicologue futuriste.                               | 1                       | - no 8-9-10 : Deformasione lirica (courte pièce pour piano) |
| Igor Strawinsky       | Russie | Compositeur, chef d'orchestre et pianiste russe de musique moderne. | 1                       | - no 19-20 : « Une œuvre nouvelle (reproduction d'un manuscrit) » |

| Nom                     | Pays    | Commentaire | Nombre de contributions | Commentaire sur les contributions |
| ----------------------- | ------- | --- | ----------------------- | --- |
| Louis Aragon            | France  | Poète français, fondateur avec Philippe Soupault, et André Breton de la revue Littérature                      | 2                       | Tient la rubrique « Critique synthétique » - no 27 : « Le 24 juin 1917 » - no 29 : Recension des Ardoises du toit de Reverdy                                                              |
| Paul Dermée             | France  | → auteurs de poèmes, de manifestes, de textes littéraires                                                      | 1                       | - no 15 : « Sic ambulant à la matinée d'Académie » |
| Louis de Gonzague-Frick | France  | Poète et courriériste français, directeur de revues. ↗ auteurs de poèmes, de manifestes, de textes littéraires | 4                       | Il tient (ou contribue) à quatre reprises la rubrique « ETC… » - no 30 : Recension de Proses en Poëme de Louis Latourrette                                                                |
| Pierre Lerat            | France  | Courriériste français. Il joue le rôle d'un représentant de la revue à Rome,.                                  | 3                       | - no 14 : Contribution à la rubrique ETC… - no 15 : « Les Ballets russes à Paris » - no 17 : « Les Recherches futuristes »                                                                |
| J. Pérez-Jorba          | Espagne | → auteurs de poèmes, de manifestes, de textes littéraires                                                      | 2                       | - no 42-43 : « Colonnes en pensée » (critique de Girandes de Louis de Gonzague-Frick et de Beautés de 1918 de Paul Dermée.) - no 44 : « Sur le rideau, des scènes derrière des Tumultes » |
| Maurice Raynal          | France  | Critique d'art, promoteur du cubisme.                                                                          | 1                       | - no 45-46 : « Gino Severini » |
| Settimelli              | Italie  | Critique, dramaturge et journaliste futuriste.                                                                 | 1                       | - no 34 : « Les ballets plastiques au Teatro dei Piccoli » (texte traduit de l'italien par Pierre Lerat)                                                                                  |

| Nom                 | Pays    | Commentaire                                                                                          | Nombre de contributions | Commentaire sur les contributions |
| ------------------- | ------- | --- | ----------------------- | --- |
| Pierre Albert-Birot | France  | → auteurs de poèmes, de manifestes, de textes littéraires                                            |                         | |
| Giacomo Balla       | Italie  | Peintre et sculpteur futuriste                                                                       | 1                       | - no 17 : « Le Feu d'artifice » (dessin) |
| Boussingault        | France  | Dessinateur                                                                                          | 1                       | - no 5 : « Un dessin » |
| Fortunato Depero    | Italie  | Peintre futuriste                                                                                    | 2                       | - no 17 : « Le Chant du rossignol » (dessin) - no 34 : « Deux marionnettes » |
| Serge Férat         | Russie  | Artiste d'origine russe, frère ou cousin de Roch Grey                                                | 2                       | - no 26 : Trois dessins pour les Mamelles de Tirésias |
| Irène Lagut         | France  | Peintre cubiste                                                                                      | 1                       | - no 37-38-39 livraison composée en mémoire de Guillaume Apollinaire |
| Henri Matisse       | France  | Peintre fauviste                                                                                     | 1                       | - Programme des Mamelles de Tirésias |
| Chana Orloff        | France  | Sculptrice et artiste d'origine russe.                                                               | 6                       | - no 11 : « L'Amazone » (dessin pour une sculpture sur bois) - no 14 : « La Dame enceinte » (bois) - no 19-20 : « Judith » (bois) - no 23 : bois gravé - no 31 (couverture) : gravure sur bois - no 49-50 : « Ary Justman » (bois) |
| Pablo Picasso       | Espagne | Peintre cubiste                                                                                      | 1                       | - Programme des Mamelles de Tirésias |
| Enrico Prampolini   | Italie  | Artiste futuriste. Met en scène Matoum et Tévibar ce qui l'amène à correspondre avec SIC.            | 4                       | - no 17 : « Le Dieu plastique » (bois) - no 21-22 : bois |
| J. Rij Rousseau,    | France  | Peintre française cubiste, fondatrice selon Albert-Birot d'« une nouvelle école : le « vibrisme » ». | 1                       | - no 13 : « Vibrisme » (dessin) |
| Alice Rutty         | France  | Dessinatrice                                                                                         | 1                       | - no 7 : Pochade en couleur représentant un tapis « dessiné par Alice Rutty et exécuté par MM. Midavaine et Brault, soldats blessés de l'atelier du Grand Palais »                                                                 |
| Gino Severini       | Italie  | → auteurs de poèmes, de manifestes, de textes littéraires                                            | 3                       | - no 2 : « Train arrivant à Paris » - no 4 : « Dans le Nord-Sud, CoMpÉnÉtRaTiOn SiMuLtAnÉiTé D'IDÉES-IMAGES » - no 8-9-10 : « La modiste » (bois) et « Boccioni » (dessin illustrant un article critique)                          |
| Léopold Survage     | Russie  | Artiste d'origine russe, conjoint de Roch Grey.                                                      | 3                       | - no 25 : « Un dessin » - no 51-52 Gravure sur bois |
| F. Torowai          | France  | (Pseudonyme de → Pierre Albert-Birot)                                                                | 2                       | - no 29 : « Jeune femme » (bois) - no 32 : « Jeune femme vue de face » |
| Ossip Zadkine       | Russie  | → auteurs de poèmes, de manifestes, de textes littéraires                                            | 1                       | Reproduction photographique d'une sculpture |

comme lecteurs, soldats mobilisés correspondant avec la revue
- René Berthier[φ]
- Gabriel Boissy[γ]